# أتيلا تشازار
أتيلا تشازار (بالمجرية: Császár Attila)‏ هو لاعب كرة قدم مجري في مركز الدفاع، ولد في 23 أبريل 1984 في Pápa ‏ في المجر. لعب مع FC Veszprém ‏.